# Autocirugía
La autocirugía consiste en realizar un procedimiento quirúrgico a uno mismo. Este puede ser un acto realizado en circunstancias extremas por necesidad, un intento de evitar vergüenza, acciones legales, o costos financieros, o una manifestación rara de un desorden psicológico.

## Genitales
Normalmente, estas cirugías son las que tienen menor riesgo para la vida. Algunas veces las personas recurren a la autocirugía en forma de castración en un intento de controlar sus impulsos sexuales, o debido a disforia de género.
Boston Corbett, el soldado que mató al asesino de  Abraham Lincoln John Wilkes Cabina, realizó la autocirugía en sus primeros años. Él se castró con un par de tijeras con la finalidad de evitar la tentación de prostitutas. Más tarde, fue a una reunión de oración y comió antes de ir para tratamiento médico.
La autocirugía abdominal es extremadamente rara. [La cita necesitada] Unos cuantos casos divulgados han encontrado llegar a la literatura médica.
- El 15 de febrero de 1921, Evan O'Neill Kane realizó su propia apendicectomía en un intento de probar la eficacia de la anestesia local para este tipo de operaciones. Se cree que fue el primer cirujano en hacerlo.[5] Sin embargo, Kane realizó previamente apendicectomías (en otros) con anestesia local.[6] En 1932, realizó una autocirugía aún más arriesgada de reparar su hernia inguinal a la edad de 70 años[7]
- En agosto de 1944, Jock McLaren, un oficial del ejército australiano, se realizó una apendicectomía sin anestesia de ningún tipo, utilizando únicamente una navaja y un espejo. Luego procedió a suturarse con lo que tenía a mano: "fibras naturales". Aunque no estaba calificado en medicina o cirugía humana, McLaren tenía un conocimiento considerable de medicina veterinaria.[8][9]
- El 30 de abril de 1961, Leonid Rogozov extirpó su propio apéndice infectado en la Estación de Investigación Soviética Novolazarevskaja en la Antártida, ya que era el único médico del personal. La operación duró una hora y 45 minutos.[10][11] Rogozov informó más tarde sobre la cirugía en el Boletín de Información de la Expedición Antártica Soviética .[12]
- Un estudiante varón que ya se había autocastrado fue objeto de un informe de caso de 1979 realizado por Kalin.[13][14] El estudiante, algún tiempo después de su autocastración, también intentó reducir la actividad de sus glándulas suprarrenales con una inyección de albúmina de suero bovino, hormona liberadora de hormona luteinizante y adyuvante de Freund. Cuando esto produjo un absceso en el lugar de la inyección, recurrió a la autocirugía. Su psiquiatra informó:

At four o'clock on the morning of his surgery, he disinfected his dormitory room with spray disinfectant and alcohol and draped an area with sheets that he had previously sterilized. For anesthesia, he took oral barbiturates. He also took hydrocortisone and prepared a canister of vaporized adrenalin, readying himself for a possible shock syndrome. He performed the procedure wearing sterile gloves and a surgical mask.
Lying supine and looking into strategically placed mirrors to obtain an optimum view, he began by cleansing his abdomen with alcohol. The incision was made with a scalpel, exposure obtained by retractors, and the dissection carried out with surgical instruments. For local anesthesia, he injected lidocaine hydrochloride into each successive tissue layer during the opening. He controlled bleeding with locally applied gelatin powder, while sterilized cotton thread ligatures were used for the larger vessels. After eight hours he had had minimal blood loss but was unable to obtain adequate exposure to enter the retroperitoneal space because of the unexpected pain in retracting his liver. Exhausted, he bandaged his wound, cleaned up his room, and called the police for transport to the hospital because of a "rupture".

- En el 2000, una mujer mexicana, Inés Ramírez, se vio obligada a recurrir a la autocirugía, una "cesárea autoinfligida"- por falta de asistencia médica durante un parto difícil: "Tomó tres vasitos de licor fuerte y, usando un cuchillo de cocina, cortó su abdomen en 3 intentos ... cortó el útero longitudinalmente y dio a luz a un bebé varón. Según los informes, tanto la madre como el niño sobrevivieron y ahora están bien".[15]

## Supervisado médicamente
Jerri Nielsen era la única médica de turno en la estación de investigación antártica Amundsen-Scott de la Fundación Nacional de Ciencias de EE. UU. en 1999 cuando  encontró un bulto en su seno. Se vio forzada a realizar una biopsia del bulto a ella misma. Su experiencia fue noticia internacional y fue la base para su autobiografía, Ice Bound. Se encontró que el bulto era canceroso, así que ella se administró agentes quimioterapéuticos. Quedó libre de cáncer por varios años pero murió en 2009 después de que su cáncer reapareciera y se extendiera a su cerebro.

## Auto-trepanación
La trepanación consiste en perforar un agujero en el cráneo. Los casos más famosos de auto trepanación son los de Amanda Feilding, Joey Mellen (concubino de Feilding), y Bart Huges (quién influyó en Mellen y Feilding).

## Amputación de miembros atrapados
- En 1993, Donald Wyman se amputó la pierna con su navaja de bolsillo después de que se la clavara un árbol.[16]
- En 1993, Bill Jeracki estaba pescando cerca del glaciar St. Mary's en Colorado, cuando una roca inmovilizó su pierna izquierda. Se pronosticaba nieve y sin chaqueta ni mochila, Jeracki no creía que sobreviviría a la noche. Confeccionando un torniquete con su camisa de franela y usando su cuchillo de cebo, se cortó la pierna a la altura de la articulación de la rodilla, usando pinzas hemostáticas de su equipo de pesca para sujetar las arterias sangrantes.
- En 2002, Doug Goodale se cortó uno de sus brazos a la altura del codo para poder sobrevivir a un accidente en el mar.[17]
- En 2003, Aron Ralston estaba en un viaje de barranquismo en Bluejohn Canyon (cerca de Moab, Utah ), cuando una roca cayó y le inmovilizó el antebrazo derecho, aplastándolo. Primero trató de quitarse la piedra que tenía alrededor de la mano con su navaja de bolsillo, pero desistió del intento después de dos días. A continuación, trató de levantar y mover la roca con un simple sistema de poleas hecho con cuerda y engranajes, pero también falló. En el sexto día, que no esperaba vivir después de quedarse dormido la noche anterior, un Ralston deshidratado y delirante tuvo una visión de sí mismo como un hombre con un solo brazo jugando con su futuro hijo. Tras un posterior ataque de ira, descubrió que podía doblar el brazo contra la piedra lo suficiente como para romper los huesos del radio y el cúbito . Con la hoja desafilada de su herramienta multiusos, cortó el tejido blando alrededor de la rotura. Luego usó los alicates de la herramienta para desgarrar los tendones más duros. Tuvo cuidado de no cortar las arterias antes de colocar un torniquete improvisado. Después de cortar el manojo principal de nervios, lo que provocó un dolor agonizante, cortó el último trozo de piel y quedó libre. En mal estado físico, y habiendo perdido más de un litro de sangre, logró descender en rapel 70 pies y caminar otros 8 kilómetros, cuando se topó con una familia holandesa que le ofreció ayuda y lo guio hasta un helicóptero de rescate que casualmente estaba cerca. buscando a Ralston y lo llevó a un hospital. Su historia fue dramatizada en la película 127 horas (2010).
- En 2003, un minero de carbón australiano atrapado tres kilómetros bajo tierra por un tractor volcado se cortó el brazo con un cuchillo para cortar cajas.[18] El hombre de 44 años, que no fue identificado por la policía, estaba trabajando hasta tarde en la mina de Hunter Valley cuando el tractor se volcó, le aplastó el brazo y lo atrapó.